# Ahmad Amin
Ahmad Amin (àrab: أحمد أمين, Aḥmad Amīn) (el Caire, 1 d'octubre de 1886 - ?, 29 de maig de 1954) fou un escriptor egipci en llengua àrab.